# Vincent Maël Cardona
Vincent Maël Cardona (* 1980 in der Bretagne) ist ein französischer Filmregisseur und Filmschauspieler.

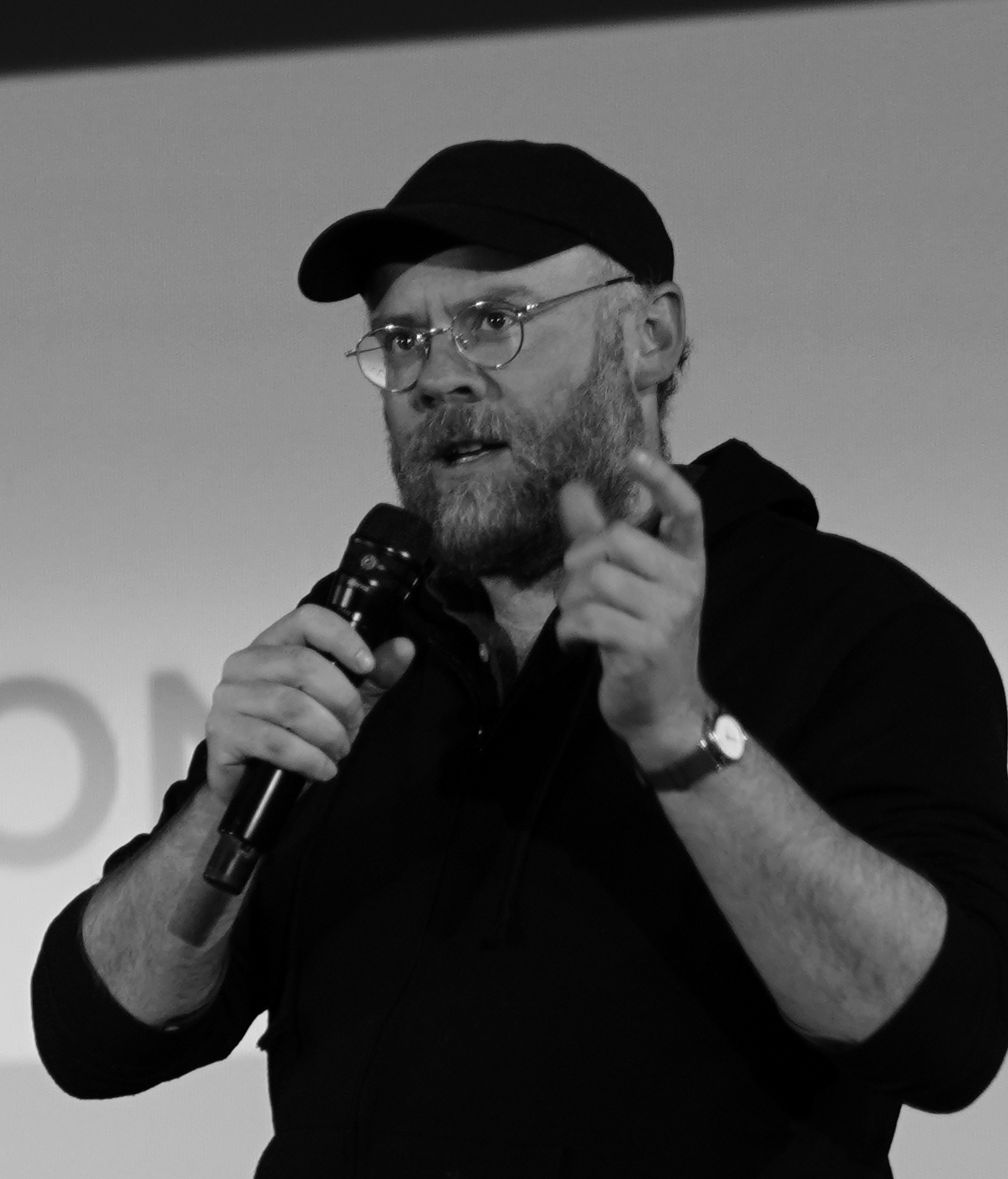
Vincent Maël Cardona, 2023

## Leben
Cardona wurde im Argoat (Waldland) der Bretagne geboren. Er studierte ab 2006 Regie an der La fémis und war bereits während des Studiums an verschiedenen Kurzfilmen als Schauspieler und Regisseur beteiligt. Sein Kurzfilm Coucou-les-nuages, der als Abschlussfilm an der La fémis entstand, wurde unter anderem im Rahmen der Internationalen Filmfestspiele von Cannes 2010 gezeigt. Hier gewann er den zweiten Preis der Cinéfondation.
Im Jahr 2021 veröffentlichte Cardona mit Die Magnetischen seinen ersten Langfilm als Regisseur. Der Coming-of-Age-Film um eine Gruppe Jugendlicher, die Anfang der 1980er-Jahre in der Bretagne einen Piratensender betreiben, bis einer von ihnen zum Wehrdienst nach Westberlin eingezogen wird, entstand in deutsch-französischer Co-Produktion. Cardona gewann für Die Magnetischen 2022 den César in der Kategorie Bestes Erstlingswerk.
2022 war er Teilnehmer des Drehbuch-Entwicklungslabs LIM Less is More, gemeinsam mit seinem Ko-Autor Bastien Daret.

## Filmografie

### Als Schauspieler
- 2009: À domicile (Kurzfilm)
- 2010: Coucou-les-nuages (Kurzfilm)
- 2015: Le dernier des Céfrans (Kurzfilm)
- 2017: Rase campagne (Kurzfilm)
- 2018: Neighborrow (Kurzfilm)
- 2018: 1792, à l’ombre des chapelles (Kurzfilm)
- 2019: Air comprimé (Kurzfilm)
- 2021: Die Magnetischen (Les magnétiques)

### Als Regisseur
- 2010: Sur mon coma bizarre glissent des ventres de cygnes (Kurzfilm)
- 2010: Coucou-les-nuages (Kurzfilm)
- 2018: Un violent désir de bonheur
- 2019: Tente un truc (Kurzfilm)
- 2021: Die Magnetischen (Les magnétiques)
- 2023: Hafen ohne Gnade (De Grâce) (TV-Miniserie)
- 2025: Le Roi Soleil

## Auszeichnungen (Auswahl)
- 2010: 2. Preis der Cinéfondation, Internationale Filmfestspiele von Cannes, für Coucou-les-nuages
- 2021: Prix SADC und Nominierung Caméra d’Or, Internationale Filmfestspiele von Cannes, für Les magnétiques
- 2021: Prix d’Ornano-Valenti, Festival des amerikanischen Films, für Les magnétiques
- 2021: Nominierung Bester Nachwuchsregisseur, Mostra Internacional de Cinema de São Paulo, für Les magnétiques
- 2022: Nominierung Bestes Erstlingswerk, Prix Lumières, für Les magnétiques
- 2022: César, Bestes Erstlingswerk, für Les magnétiques